# 보딘 칼리지
보딘 칼리지(영어: Bowdoin College, /ˈboʊdɪn/)는 미국 메인주 컴벌랜드군 브런즈윅에 있는 사립 리버럴 아츠 칼리지다. 1794년 메인주가 매사추세츠주에 속해있던 시절에 대학 인가를 받았다. 오늘날 33개의 전공 과정과 다양한 부전공 과정을 제공하며 컬럼비아 대학교, 다트머스 대학교, 캘리포니아 공과대학교, 메인 대학교와 공동 공학 과정을 시행하고 있다.
보딘 칼리지의 주 캠퍼스는 캐스코만과 앤드로스코긴강 인근에 있다. 주 캠퍼스 이외에 캐스코만의 오어섬에 118에이커(0.48km²)의 해안연구소가 있으며 펀디만의 켄트섬에도 200에이커(0.81km²)의 과학기지가 있다. 또한 보딘 칼리지는 1821년부터 1921년까지 의과대학인 메인 의과대학(Medical School of Maine)을 운영했다. 2018년 보딘 칼리지는 《U.S. 뉴스 & 월드 리포트》의 미국 리버럴 아츠 칼리지 순위에서 5위에 올랐다.
보딘 칼리지에는 30여개의 운동부가 있으며 1913년에 보딘 대학교의 동문인 탐험가 로버트 피어리와 도널드 백스터 맥밀러를 기리고자 북극곰을 상징 동물로 정했다.

## 역사

### 초기
보딘 칼리지는 1794년 매사추세츠주 의회에서 대학 인가를 받았고 그 뒤 메인주 의회의 담당으로 넘어갔다. 보딘 칼리지의 이름은 매사추세츠주의 주지사였던 제임스 보딘으로부터 따왔고, 그의 아들인 제임스 보딘 3세는 초창기 보딘 칼리지의 후원자였다. 설립 당시 보딘 칼리지는 미국에서 가장 동쪽에 있는 대학이었다.
보딘 칼리지는 메인주가 미주리 타협의 결과로 독립된 주가 된 1820년대부터 발전하기 시작했다. 나중에 미국의 대통령이 되는 프랭클린 피어스와 저술가 너새니얼 호손, 헨리 워즈워스 롱펠로 등이 이 시기에 보딘 칼리지를 졸업했다. 프랭클린 피어스와 너새니얼 호손은 정식 의용군 중대인 '보딘 사관 후보생'을 조직했다.
보딘 칼리지는 설립 당시부터 정치 엘리트들의 후손들이 다니고 메인주의 부유한 보수주의자들에게 영합하는 곳으로 알려졌다. 부근에 베이츠 칼리지가 세워진 뒤로는 학문 및 체육 라이벌 관계가 만들어졌다. 19세기 초반에 보딘 칼리지의 학생들은 도덕적으로 올바르다는 것을 증명하기 위해 라틴어와 고대 그리스어, 지리학, 대수학을 공부하고 마르쿠스 툴리우스 키케로와 크세노폰, 베르길리우스, 호메로스의 작품들을 읽어야 했다.
해리엇 비처 스토는 배우자가 보딘 칼리지에서 학생들을 가르치는 동안 브런즈윅에서 《톰 아저씨의 오두막》을 썼고, 보딘 칼리지를 졸업한 미국 육군 준장 조슈아 체임벌린은 보딘 칼리지의 교수였으며 1865년 북버지니아 군이 애퍼매턱스 코트 하우스에서 항복했을 때 그 자리에 있었다. 조슈아 체임벌린은 명예 훈장을 받았으며 나중에 메인주 주지사와 보딘 칼리지 총장이 됐다. 보딘 칼리지 출신의 매사추세츠주 주지사 존 앨비언 앤드루는 제54매사추세츠 의용보병연대를 창설했고, 윌리엄 P. 페선던과 휴 맥컬록은 에이브러햄 링컨 행정부에서 재무부 장관을 지냈다. 그러나 보딘 칼리지는 미국 남북 전쟁이 벌어지는 동안 아메리카 연합국 및 노예제와 많은 연관이 있었다.

### 20세기
뉴욕에서 독점에 가까운 얼음 사업으로 1907년 공황을 일으킨 월가의 은행가 찰스 W. 모스는 1877년에 보딘 칼리지를 졸업했다. 1916년에는 킨제이 보고서로 논란을 일으킨 곤충학자이자 성과학자 앨프리드 킨제이가 보딘 칼리지를 졸업했다. 1877년에 보딘 칼리지를 졸업한 로버트 피어리와 1898년에 졸업한 도널드 백스터 맥밀런은 각각 1908년에 북극을, 1908년과 1954년 사이에 스쿠너인 보딘호를 타고 그린란드와 배핀섬, 래브라도를 탐험했다. 보딘 대학교의 피어리–맥밀런 극지 박물관에서는 두 탐험가를 기리고 있고, 1913년에는 보딘 칼리지의 상징 동물로 북극곰을 정했다.
1954년에 보딘 칼리지를 졸업한 조지 J. 미첼은 1989년부터 1995년까지 미국 민주당 상원 원내대표를 지냈고, 1962년에 졸업한 윌리엄 코언은 미국 국방부 장관을 지냈다.
1970년에 보딘 칼리지는 입시에서 SAT 점수를 필수로 요구하지 않는 소수의 리버럴 아츠 칼리지 가운데 한 곳이 됐고, 1971년에는 약 180년만에 처음으로 여성 학생들을 받아들였다. 또한 1997년에는 프래터니티를 없앴다.

### 21세기
2008년 1월 18일 보딘 칼리지는 재정 지원을 받는 학생들의 학자금 대출을 없애고 이를 장학금으로 갈음했다. 2009년 2월에는 보딘 칼리지 졸업생이자 써브웨이의 공동 창립자인 피터 벅이 1천만 달러를 기부했고, 보딘 칼리지는 2억 5천만 달러 규모의 모금 운동을 성공리에 마쳤으며, 미술관을 개조하고 피터 벅의 이름을 딴 운동관을 새로 지었다.

## 교육

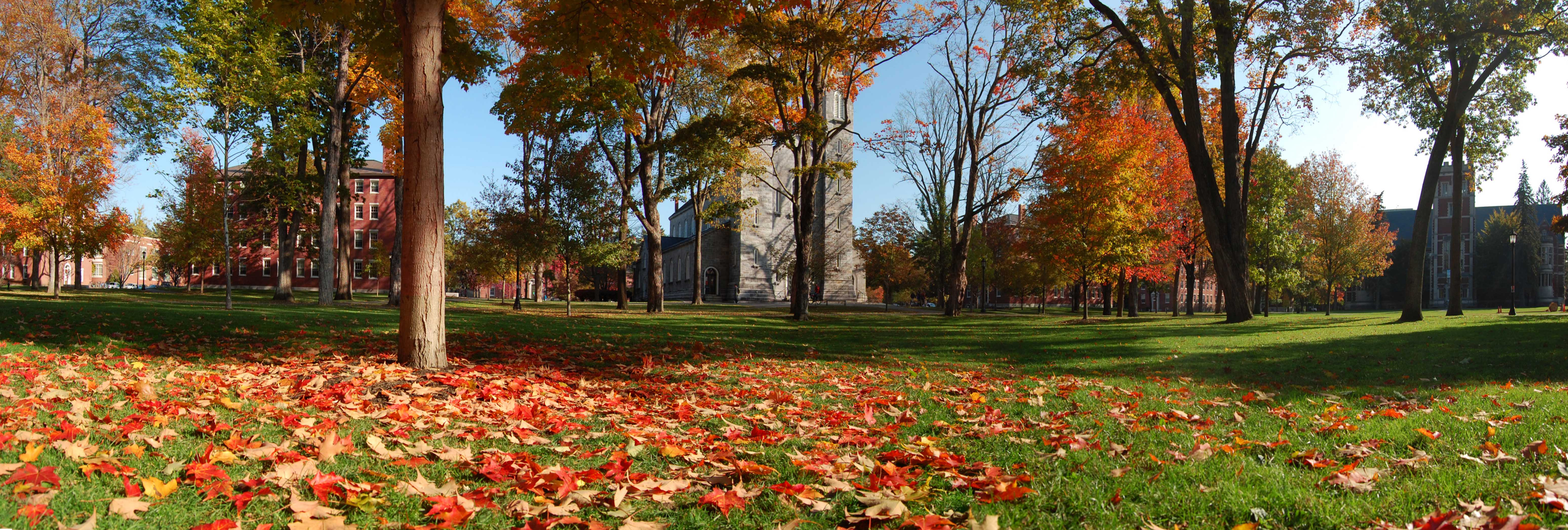
보딘 칼리지의 가을 전경

보딘 칼리지의 학생들은 자연과학과 양적 추론, 시각 공연 예술, 국제 시각, 사회적 차이의 탐구 분야에서 한 과목씩 들어야 하며, 1학년 세미나라고 부르는 글짓기 수업도 들어야 한다.
1990년에 보딘 칼리지의 교수진은 등급의 중요성을 덜 강조하고 경쟁을 줄이기 위해 도입했던 기존의 최우등, 우등, 합격, 불합격 점수 체계를 A, B, C, D, F 체계로 바꾸었다. 2002년에는 플러스와 마이너스 체계를 도입했다.

### 순위
보딘 칼리지는 2018년 《U.S. 뉴스 & 월드 리포트》의 미국 리버럴 아츠 칼리지 순위에서 5위를 기록했다. 2017년 《포브스》의 미국 대학 순위에서는 23위를, 리버럴 아츠 칼리지 순위에서는 7위를 기록했다. 보딘 칼리지는 2006년에 《뉴스위크》로부터 '리틀 아이비'라는 평가를 받았고, 2000년에는 '히든 아이비'라는 평가를 받았다.

### 입학
2018년 가을 학기에 합격한 신입생(Class of 2022)의 경우 합격률이 10.3%로 가장 낮은 수치를 기록했다. 《U.S. 뉴스 & 월드 리포트》는 보딘 칼리지의 입학 절차를 '가장 선별적'이라고 평가했다.

## 저명한 동문

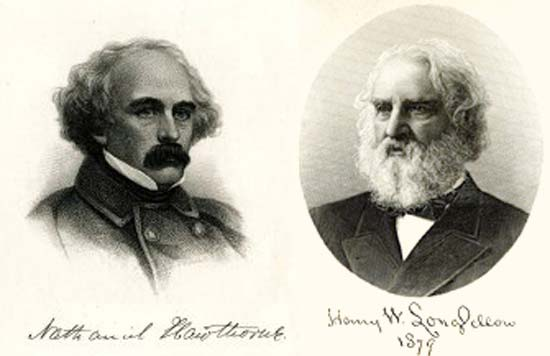
너새니얼 호손과 헨리 워즈워스 롱펠로, 1825년 학사 졸업

정계에는 미국의 제14대 대통령 프랭클린 피어스, 게티즈버그 전투의 승리에 이바지한 조슈아 체임벌린, 미국 국방부 장관을 지낸 윌리엄 코언, 미국 국무부 동아시아태평양 차관보와 주한 미국 대사를 지낸 크리스토퍼 힐, 미국 민주당 상원 원내대표를 지낸 조지 J. 미첼, 전 한국은행 총재이자 서울특별시장, 부총리 겸 경제기획원 장관을 지낸 조순 등이 있다.
과학계에는 킨제이 보고서를 쓴 앨프리드 킨제이, 탐험가 로버트 피어리 등이 있다.
대중문화의 경우 저술가 헨리 워즈워스 롱펠로, 너새니얼 호손, 육상 선수 조앤 베노이트, 넷플릭스의 창립자이자 최고경영자 리드 헤이스팅스 등이 있다.